# Phyllomya aristalis
Phyllomya aristalis är en tvåvingeart som beskrevs av Louis-Paul Mesnil och Hiroshi Shima 1978. Phyllomya aristalis ingår i släktet Phyllomya och familjen parasitflugor. Inga underarter finns listade i Catalogue of Life.